# Saleh Ali Saleh Nabhan
Pour les articles homonymes, voir Nabhan.
Saleh Ali Saleh Nabhan (en arabe : صالح علي صالح نبهان), né le 4 avril 1979 et mort le 14 septembre 2009, est un islamiste kényan, impliqué dans les attentats contre les ambassades américaines de Nairobi et de Dar es Salaam en Tanzanie en 1998 et dans l'attaque perpétrée contre un hôtel israélien de Mombasa en 2002.
Soupçonné de liens avec Al-Qaïda, il était l'un des terroristes les plus recherchés (Most Wanted Terrorists) par le FBI, au même titre que le Comorien Fazul Abdullah Mohammed, dont il était soupçonné être l'un des complices.

## Biographie
Il naît à Mombasa au Kenya le 4 avril 1979 dans une famille arabe installée depuis plusieurs générations.  
Il est l'un des membres originels d'une cellule d'Al-Qaïda dans la Corne de l'Afrique. Il est soupçonné d'avoir gardé des liens avec la direction centrale de la nébuleuse terroriste au Pakistan. 
Il est impliqué dans les attaques-suicide perpétrées contre les ambassades américaines de Nairobi en 1998, ayant causé la mort de 212 personnes et celle de Dar es Salaam (Tanzanie), ayant causé 11 décès. Nabhan coordonne ces attaques avec la complicité du Comorien Fazul Abdullah Mohammed et du Soudanais Abou Taha al-Soudani, expert en explosifs. Ce dernier est tué en 2007. 
Le 28 novembre 2002, un attentat au camion piégé frappe un hôtel de Mombasa fréquenté par des israéliens. Nabhan est soupçonné d'être le propriétaire du camion utilisé lors de l'attaque. Le même jour, des missiles sont tirés contre un avion de ligne israélien, mais manquent leur cible. Les deux attentats sont revendiqués par Al-Qaïda. 
Activement recherché au Kenya, sa tête est mise à prix par le FBI. Il rejoint la Somalie et devient l'un des commandants militaires du groupe Shebab, une milice islamiste réputée proche d'Al-Qaïda et soupçonnée par Washington d'abriter de hauts-responsables de la nébuleuse. 
En 2008, des missiles sont tirés d'un sous-marin américain à Dhobley, au sud de la Somalie, contre l'une de ses cachettes présumées, mais Nabhan réussit à s'échapper.

## Décès
Saleh Ali Saleh Nabhan est mort le 14 septembre 2009, tué au cours d'un raid des forces spéciales américaines lancé dans le village de Boorow (district de Barawe), le long de la côte somalienne, à environ 250 km au sud de Mogadiscio. Son décès est confirmé par les Shebab. Selon le quotidien Le Monde, quatre hélicoptères ont participé à l'opération, tirant sur un ou plusieurs véhicules en route entre Mogadiscio et la vieille cité swahilie de Brava, dont l'un était occupé par Nabhan.